# Kai-Ming Ho
Kai-Ming Ho (geb. vor 1973) ist ein sinoamerikanischer Physiker.
Ho studierte an der Universität Hongkong Physik mit dem Bachelor-Abschluss 1973 und wurde 1978 an der University of California, Berkeley, bei Marvin Cohen promoviert. Als Post-Doktorand war er am Ames Laboratory an der Iowa State University, an dem er 1980 fest angestellt wurde und ab 1988 Senior Scientist ist. 1982 wurde er Assistant Professor, 1985 Associate Professor und 1988 Professor an der Iowa State University, an der er Distinguished Professor ist.
1984 und 1988 war er Gastwissenschaftler am Kernforschungszentrum Karlsruhe.
Er befasst sich mit Molekulardynamik-Simulationen in der Festkörperphysik, besonders Cluster und Oberflächen, Simulation auf multiplen Skalen, photonischen Kristallen, genetischen Algorithmen für geometrische Optimierung und Proteinstruktur und -dynamik.
2012 erhielt er den Aneesur-Rahman-Preis für Pionierarbeiten in der Entwicklung der Computerphysik von photonischen Kristallen und zur Struktur von Atomclustern (Laudatio). Er ist Fellow der American Physical Society.

## Schriften (Auswahl)
- mit C. T. Chan, C. M. Soukoulis: Existence of a photonic gap in periodic dielectric structures, Phys. Rev. Letters, Band 65, 1990, S. 3152
- mit C. H. Xu u. a.: A transferable tight-binding potential for carbon, Journal of Physics: Condensed Matter, Band 4, 1992, S. 6047
- mit C. T. Chan u. a.: Photonic band gaps in three dimensions: new layer-by-layer periodic structures, Solid State Communications, Band 89, 1994, S. 413–416
- mit D. M. Deaven: Molecular geometry optimization with a genetic algorithm, Phys. Rev. Lett., Band 75, 1995, S. 288
- mit A. A. Shvartsburg u. a.: Structures of medium-sized silicon clusters, Nature. Band 392, 1998, S. 582
- mit S. Lin u. a.: A three-dimensional photonic crystal operating at infrared wavelengths, Nature, Band 394, 1998, S. 251
- mit J. G. Fleming, S. Y. Lin, I. El-Kady, R. Biswas: All-metallic three-dimensional photonic crystals with a large infrared bandgap, Nature, Band 417, 2002, S. 52
- mit  Cristian V. Ciobanu; Cai-Zhuang Wang: Atomic structure prediction of nanostructures, clusters and surfaces, Wiley-VCH 2013